# WWE 트리뷰트 투 더 트루프스

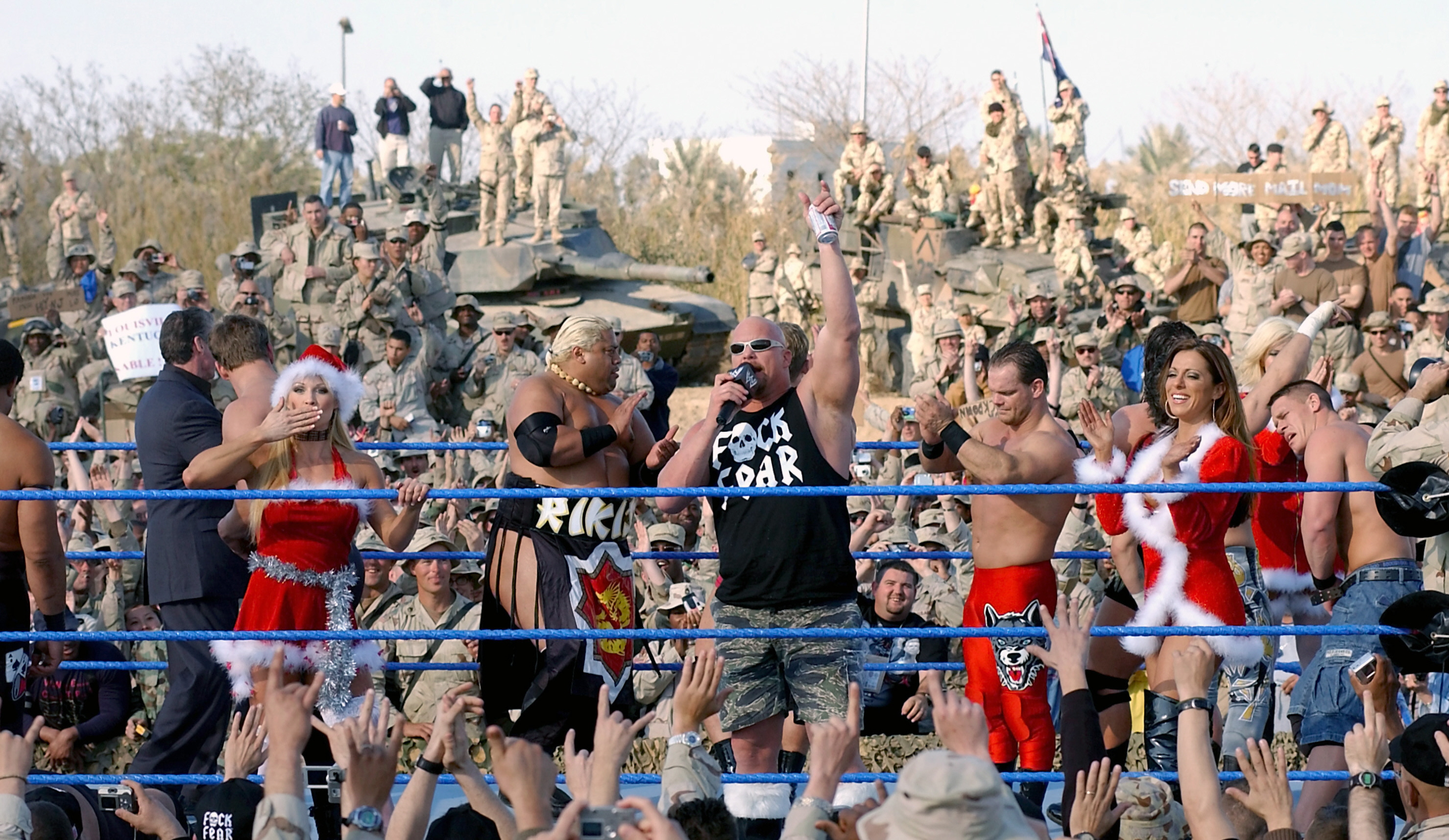

WWE 트리뷰트 투 더 트루프스(Tribute to the Troops)는 2003년부터 매해 크리스마스 시즌에 방영되고 있는 WWE의 연말 특집 프로그램이다. 이종격투기 단체 UFC의 Fight For the Troops와 마찬가지로 미군들을 위한 헌정공연 형식으로 진행되는 프로그램이다. 본래 이라크와 아프가니스탄에 주둔하고 있는 미군을 위한 위문공연 형태로 진행되었으나 2010년부터 미국 내에 주둔하고 있는 군인들을 위해서 진행하고 있다.
러와 스맥다운 슈퍼스타들, 디바들이 모두 출전하며 2003년부터 2004년까지는 UPN에서 방영되었고, 현재는 NBC에서 1시간짜리 압축본 , USA 네트워크에서 2시간 풀 버전으로 나뉘어 방영되고 있다.

## 트리뷰트 투 더 트루프스 개최된 곳
| 날짜             | 개최한 곳                   | 메인 이벤트 |
| ---------------- | --------------------------- | --- |
| 2003년 12월 20일 | 바그다드                    | 존 시나 vs. 빅 쇼 |
| 2004년 12월 18일 | 티크리트                    | 에디 게레로 & 레이 미스테리오 vs. 커트 앵글 & 루써 레인즈 (태그팀 매치) |
| 2005년 12월 9일  | 바그람                      | 숀 마이클스 vs. 트리플 H (부트 캠프 매치) |
| 2006년 12월 8일  | 바그다드                    | 칼리토 vs. 랜디 오턴 |
| 2007년 12월 7일  | 티크리트                    | D-제너레이션 X (숀 마이클스 & 트리플 H) vs. 미스터 케네티 & 우마가 (태그팀 매치) |
| 2008년 12월 5일  | 바그다드                    | 제프 하디 & CM 펑크 & 알 트루스 vs. 존 모리슨 & 더 미즈 & 존 브래드쇼 레이필드 (식스맨 태그팀 매치) |
| 2009년 12월 4일  | 조인트 바세 발라드          | 존 시나 vs. 크리스 제리코 (WWE 챔피언십) |
| 2010년 12월 11일 | 포트 후드                   | 존 시나 & 랜디 오턴 & 레이 미스테리오 vs. 더 미즈 & 알베르토 델 리오 & 웨이드 배럿 (식스맨 태그팀 매치) |
| 2011년 12월 11일 | 페이엣빌                    | 빅 쇼 & CM 펑크 & 존 시나 vs. 알베르토 델 리오 & 더 미즈 & 마크 헨리 (식스맨 태그팀 매치) |
| 2012년 12월 9일  | 노퍽                        | 존 시나 vs. 안토니오 세자로 |
| 2013년 12월 11일 | 조인트 베이스 루이스-맥코드 | 빅 쇼 vs. 데미안 샌도우 |
| 2014년 12월 9일  | 포트 베닝                   | 존 시나 & 돌프 지글러 & 라이백 & 에릭 로완 vs. 루크 하퍼 & 디 오소리티 (세스 롤린스 & 빅 쇼 & 케인) (에잇맨 태그팀 매치) |
| 2015년 12월 8일  | 잭슨빌                      | 우소 (지미 우소 & 제이 우소), 더들리 보이즈 (버버레이 더들리 & 디본 더들리), 케인, 라이백, 로만 레인즈, 딘 앰브로즈 vs. 리그 오브 네이션즈 (셰이머스, 킹 배럿, 루세프, 알베르토 델 리오) & 더 와이엇 패밀리 (브레이 와이엇, 루크 하퍼, 에릭 로완, 브라운 스트로우먼) (식스틴 태그팀 매치) |
| 2016년 12월 13일 | 워싱턴 D.C.                 | 로만 레인즈 & 빅 캐스 vs. 케빈 오웬스 & 루세프 (태그팀 매치) |
| 2017년 12월 5일  | 샌디에이고                  | A.J. 스타일스 & 랜디 오턴 & 나카무라 신스케 vs. 진더 마할 & 케빈 오웬스 & 새미 제인 (식스맨 태그팀 매치) |
| 2018년 12월 4일  | 킬린                        | A.J. 스타일스 & 세스 롤린스 vs. 대니얼 브라이언 & 딘 앰브로스 (태그팀 매치) |
| 2019년 12월 6일  | 페이엣빌                    | 세스 롤린스 vs. 에릭 로완 (부트 캠프 매치) |
| 2020년 12월 6일  | 올랜도                      | 드루 매킨타이어 vs. 더 미즈 |
| 2021년 10월 15일 | 온타리오                    | 로만 레인즈 vs. 나카무라 신스케 |
| 2022년 11월 11일 | 인디애나폴리스              | 드루 매킨타이어 & 셰이머스 & 리코셰 vs. 임페리움 (군터 & 루디윅 카이저 & 지오바니 빈치) (식스맨 태그팀 매치) |
| 2023년 12월 8일  | 프로비던스                  | 랜디 오턴 & LA 나이트 vs. 블러드라인 (지미 우소 & 솔로 시코아) |